# Rheopelopia murrayi
Rheopelopia murrayi är en tvåvingeart som beskrevs av Herndon Glenn Dowling, Jr. 1983. Rheopelopia murrayi ingår i släktet Rheopelopia och familjen fjädermyggor. Inga underarter finns listade i Catalogue of Life.